# Корез (Шахритусский район)
Коре́з (тадж. Корез) — село в Хатлонской области Республики Таджикистан. 
Административно входит в состав джамоата (сельской общины) Пахтаобод Шахритусского района.
Находится на расстоянии 35 км от райцентра (пгт. Шахритус) и 10 км от центра джамоата (село Устокорон).
Название села означает «подземный канал». 
Население — 1738 чел. (2017).